# Josep Puig i Cabeza
Josep Puig Cabeza (Terrassa, 1959) és un dissenyador industrial.
Cursa els seus estudis a l'Escola Elisava de Barcelona. El 1980 inicia la seva activitat professional de forma independent. El 1983 és un dels membres fundadors del Grup Transatlàntic, juntament amb Ramón Benedito i Lluís Morillas. Alterna la seva tasca professional amb la docència a les escoles Eina i ELISAVA de Barcelona i amb una feina de teòric i crític de temes de disseny participant en diferents seminaris i publicant diversos treballs. Des del 1992 treballa en col·laboració amb Josep Novell amb qui crea Novell/Puig Design. La seva activitat es concentra principalment en el disseny de material per a instal·lacions, equipament domèstic i complements per a la llar. Li han estat atorgats diversos premis i entre els seus dissenys podem destacar els objectes d'escriptori Hi Fu (1990).